# Dick Enright
Richard Enright (Austin, Minnesota, 1935. május 20. – Fallbrook, Kalifornia, 2021. november 23.) amerikai amerikaifutball-játékos és -edző, 1972–1973-ban az Oregon Ducks vezetőedzője.

## Fiatalkora
A Gardenai Középiskolában megkapta az All-America elismerést. 1953-ban érettségizett, majd a Dél-kaliforniai Egyetem hallgatója lett.
Az 1957-es NFL-draftban az ötödik fordulóban, 57-ként kiválasztotta a Los Angeles Rams, azonban profi karrierje egy közúti baleset miatt félbeszakadt. Később visszatért a gardenai iskolába, ahol a csapat hét Marine League-beli címet szerzett, valamint 1964-ben és 1969-ben kijutott a városi bajnokságra.

## Pályafutása

### Oregon Ducks
1970-ben Jerry Frei alatt az Oregon Ducks támadóedzője, majd 1972 februárjában évi 22 500 dollárért négy évre vezetőedzője lett. 1974 januárjában kirúgták, és a fennmaradó időre kötbért fizettek. Utódja helyettese, Don Read lett.
A férfiak panaszkodtak, hogy feleségeik nem látogatják a mérkőzéseket, mert nem értik a játékot, ezért létrehozta a Daisy Ducks szervezetet. Az első, 1972. augusztusi találkozón Russ Francis tight end „fordított vetkőzés” keretében bemutatta a játékosok öltözékét.

### WFL és NFL
1974 áprilisában Tom Fears felhívására a World Football League-beli Southern California Sun támadóedzője lett. A liga az 1975-ös szezont követően feloszlott, Enright 1976-ban pedig a San Francisco 49ershez távozott.

### Középiskolai edzőként
1977-ben a Capistrano Valley Középiskola tanára és helyettes edzője, majd három évvel később vezetőedzője lett. A következő nyolc szezonjában számos alkalommal értek el sikereket. Marv Marinovich, Enright barátja fiát, Todd Marinovich quarterbacket átíratta az iskolába, hogy Enright alatt játszhasson. Todd összesen 9914 yarddal (9065 méter) megdöntötte a leghosszabb passzok országos rekordját.

## Eredményei vezetőedzőként
| Év                              | Eredmény                        | Eredmény                        | Helyezés                        |
| Év                              | Összesített                     | Konferencia                     | Helyezés                        |
| Oregon Ducks (Pac-8 Conference) | Oregon Ducks (Pac-8 Conference) | Oregon Ducks (Pac-8 Conference) | Oregon Ducks (Pac-8 Conference) |
| ------------------------------- | ------------------------------- | ------------------------------- | ------------------------------- |
| 1972                            | 4–7                             | 2–5                             | T–6.                            |
| 1973                            | 2–9                             | 2–5                             | T–5.                            |
| Összesen:                       | 6–16                            | 4–10                            | –                               |

## Fordítás
- Ez a szócikk részben vagy egészben  a   Dick Enright című angol Wikipédia-szócikk ezen változatának fordításán alapul.  Az eredeti cikk szerkesztőit annak laptörténete sorolja fel. Ez a jelzés csupán a megfogalmazás eredetét és a szerzői jogokat jelzi, nem szolgál a cikkben szereplő információk forrásmegjelöléseként.